# 中原咖啡

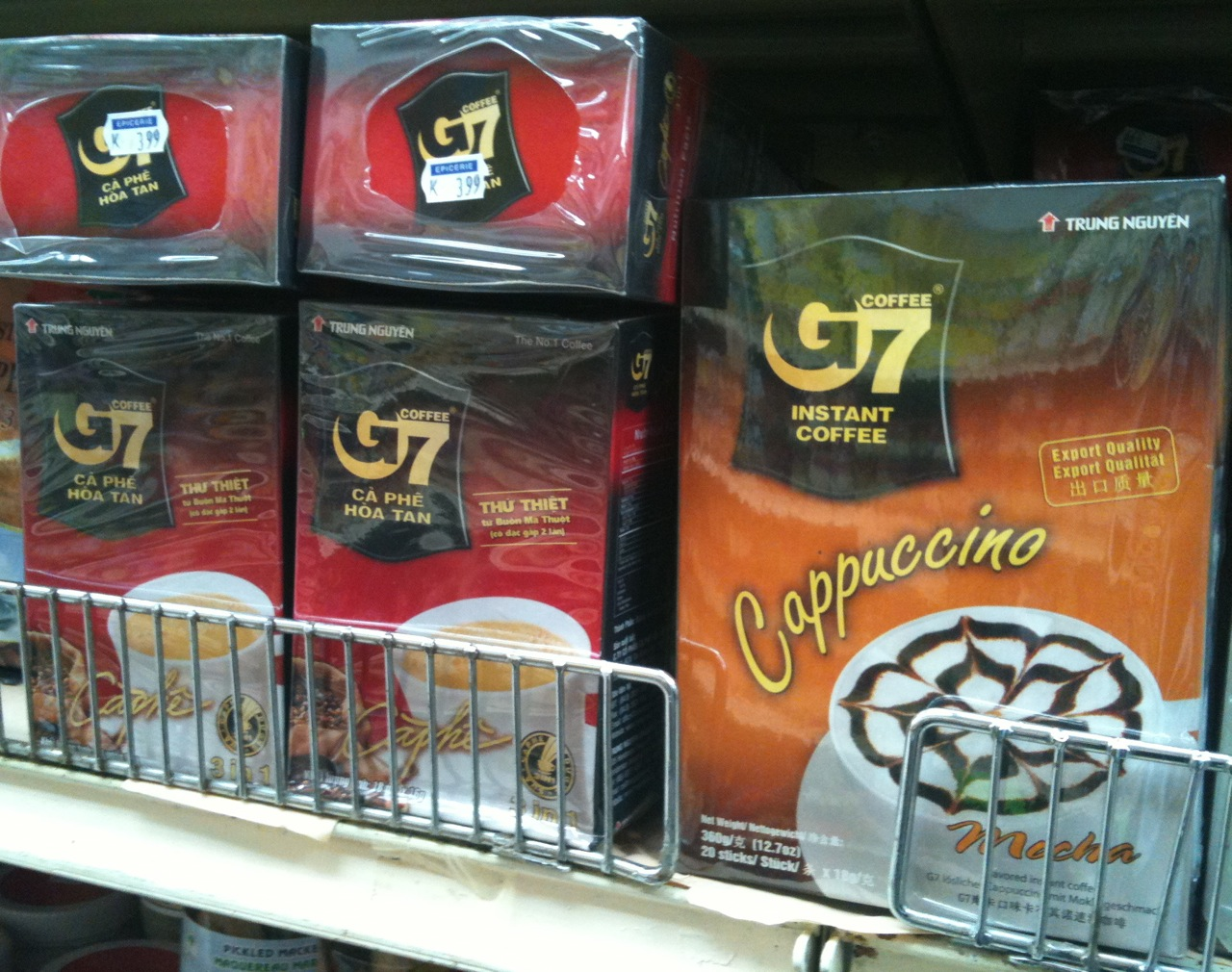
G7速溶咖啡

中原咖啡（Trung Nguyên）是越南一家从事咖啡生产、加工和销售的企业以及越南最大的咖啡品牌，其产品出口到60多个国家。中原咖啡由鄧黎原羽於1996年在越南多樂省邦美蜀市創辦。1998年，該公司在胡志明市開設第一家中原咖啡廳。2003年，中原咖啡推出G7速溶咖啡。2022年9月21日，中原咖啡在上海南京西路699号開設首家海外旗舰店。